# تشينغ دبليو تانغ
تشينغ دبليو تانغ (بالإنجليزية: Ching W. Tang)‏ (و. 1947 – م) هو فيزيائي، وكيميائي، ومهندس، ومخترع، وأستاذ جامعي من الولايات المتحدة الأمريكية.
وهو عضواً في الجمعية الفيزيائية الأمريكية، والأكاديمية الوطنية للهندسة .

## التعليم
تعلم في جامعة كولومبيا البريطانية، وجامعة كورنيل

## مناصب وهيئات
أدار جامعة روتشستر.

## جوائز
حصل على جوائز منها:
- Wolf Prize in Chemistry (2011).